# توماس فرنسيس سميث
توماس فرنسيس سميث (بالإنجليزية: Thomas Francis Smith)‏ هو محامي وسياسي أمريكي، ولد في 24 يوليو 1865 في نيويورك في الولايات المتحدة، وتوفي بنفس المكان في 11 أبريل 1923 بسبب حادث مرور. حزبياً، نشط في الحزب الديمقراطي. وقد انتخب عضو مجلس النواب الأمريكي.